# Spinus siemiradzkii
Spinus siemiradzkii là một loài chim trong họ Fringillidae.